# Code of Honor 3: Stan nadzwyczajny
Code of Honor 3: Stan nadzwyczajny – gra komputerowa wyprodukowana i wydana przez polską firmę City Interactive dnia 21 sierpnia 2009, kontynuacja gry Code of Honor 2: Łańcuch krytyczny.

## Fabuła
Członkowie Legii Cudzoziemskiej zostali wysłani do Francji na sekretną misję z rozkazu prezydenta. Podczas gdy wokół szaleją zamieszki, zadaniem Legii Cudzoziemskiej było wyśledzenie i rozbicie przestępczego syndykatu, którego członkowie chcieli wykorzystać rozruchy społeczne we Francji, by dokonać kradzieży broni na ogromną skalę.